# Пол Баньян
Пол Баньян (англ. Paul Bunyan) — велетень-дроворуб з американського фольклору.

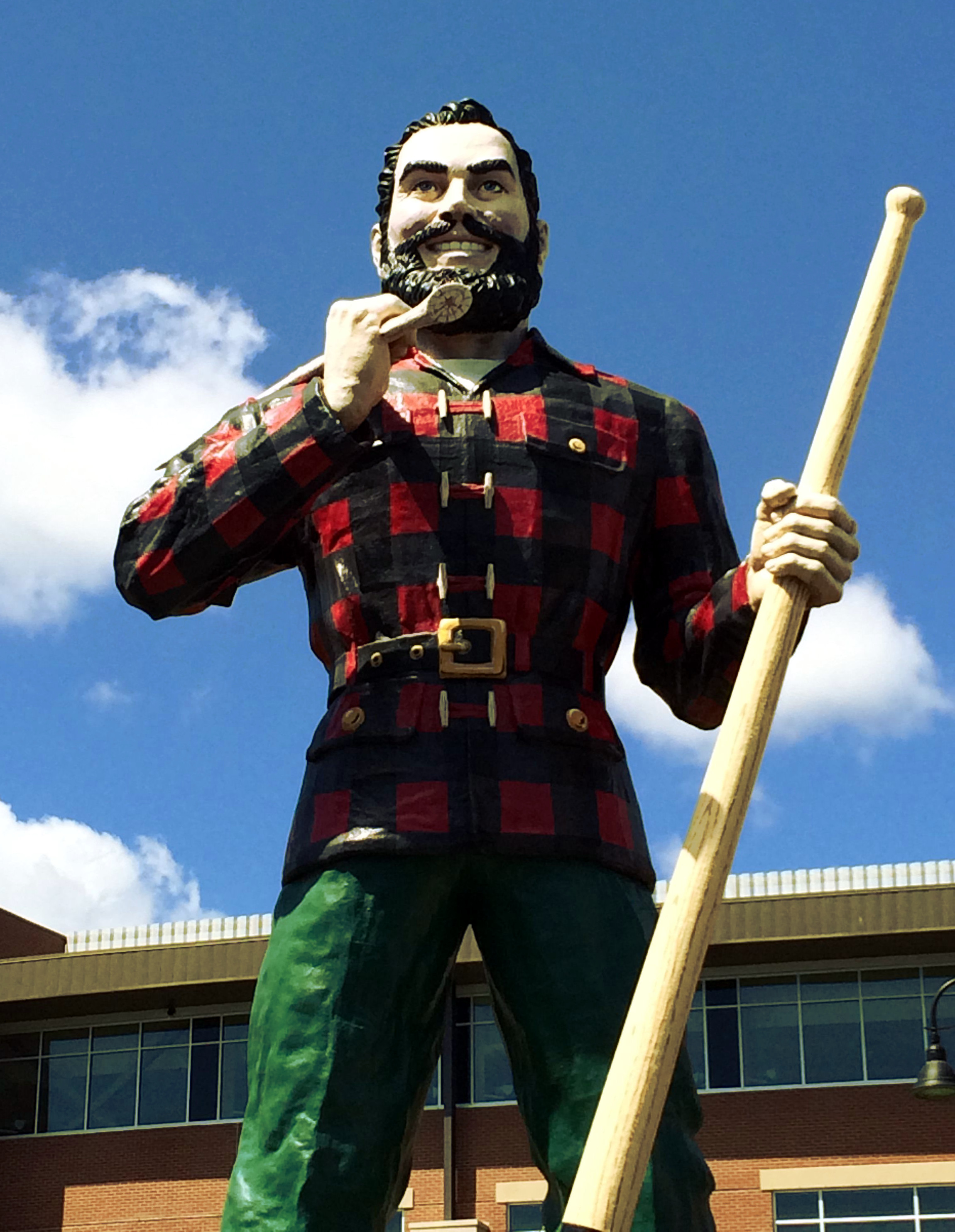
Статуя Пола Баньяна в місті Банґор, штат Мен

Персонаж виник в усних легендах лісорубів Північної Америки, а пізніше був популяризований письменником Вільямом Лоґгедом (англ. William B. Laughead) (1882—1958) у рекламному проспекті 1916 року для Red River Lumber Company. Пол Баньян став персонажем кількох літературних творів, п'єс, мультфільмів, рекламних роликів, тощо. Також, існують його численні статуї в різних містах Північної Америки.

## Етимологія
Існує багато гіпотез щодо етимології імені Пол Баньян. Багато з них припускають його франко-канадське походження. За звучанням «Баньян» схоже на квебекський вираз «bon yenne!», що виражає подив і потрясіння. Англійське прізвище Bunyan походить з того ж кореня що і старофранцузьке bugne, зі значенням великий пагорб. Деякі дослідники вважають, що це ім'я походить від імен інших персонажів франко-канадського фольклору Bon Jean і Tit Jean.

## Ранні згадки

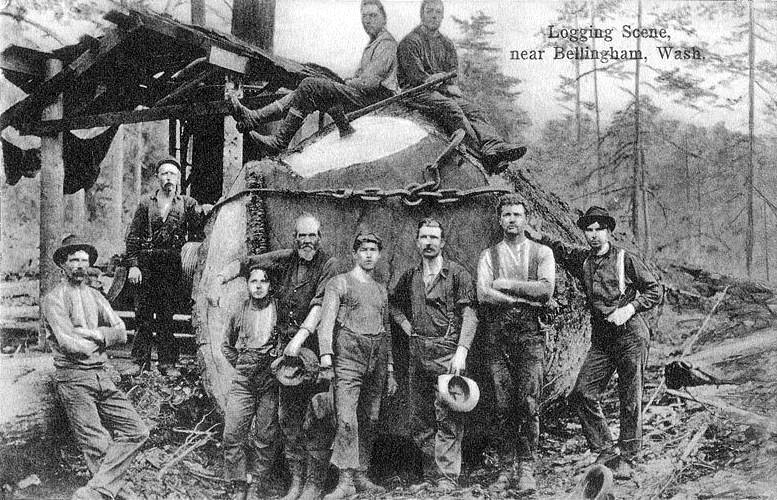
Лісоруби біля Беллінгема, Вашингтон, 1910

Майкл Едмондс у своїй книзі «Οut of the Northwoods: The Many Lives of Paul Bunyan», писав, що історії про Пола Баньяна розповідались, принаймні за 30 років до того, як потрапити в друк. На відміну від довгих історій, що публікувалися, «історії», що їх розповідали один одному лісоруби, були вкрай короткими і фрагментарними. Деякі з них включали мотиви з інших легенд, такі як екстремальна погода і чудернацькі тварини. Найперша записана згадка про Пола Баньяна — непідписана колонка в газеті Duluth News Tribune за 1904 рік.
Чарльз Браун випустив у 1922 році книгу, в якій переказав ті байки, що ходили серед лісорубів Вісконсину. Згідно з ними, Пол Баньян — 7-футовий(2,1 м) лісоруб, що має надзвичайну фізичну силу. Його легені були такими сильними, що він дув в дупло дерева щоб зібрати своїх людей на вечерю, а коли він розмовляв, то з дерев падало листя. Він був настільки вправним лісорубом, що повністю зачистив Північну Дакоту від дерев. Його велетеньський синій бик також згадується в тих легендах, хоча імені він ще не мав. Як можна бачити, фольклорний образ був значно менш вражаючим, ніж версія, що потрапила до казок.

## У рекламі
Вільям Логхед був першим, хто використав Пола Баньяна в комерційних цілях у серії рекламних кампаній для Red River Lumber Company. Його першою спробою був буклет з заголовком «Представляємо містера Пола Баньяна з Вествуду, Каліфорнія», але вона не справила ефекту, аж доки не були надруковані «Казки про Пола Баньяна, том 2», що надало кампанії поштовху. Логхед прикрасив старі легенди, і додав кілька придуманих ним самим, тому його Баньян не був ідентичним фольклорному. Серед іншого, він дав ім'я «Бейб» приятелю Баньяна, синьому бичку, збільшив зріст лісоруба до неможливості, і намалював його перше зображення. Через це існує деяка невизначенність у питанні, чи можна Пола Баньяна віднести до справді фольклорних персонажів.
Тим не менш, кампанія зробила Пола Баньяна загальновідомим по всій Америці, і в свою чергу спричинила сильний маркетинговий відгук. Протягом майже століття ім'я Пола Баньяна використовується для рекламування різноманітних товарів, міст і послуг. По всій Північній Америці його велетеньські статуї рекламують місцеві бізнеси і туризм. Велика їх частина була зроблена протягом 1960-х і 1970-х компанією International Fiberglass в рамках їх серії склотекстолітових фігур «Muffler Men».

## Адаптації для дітей

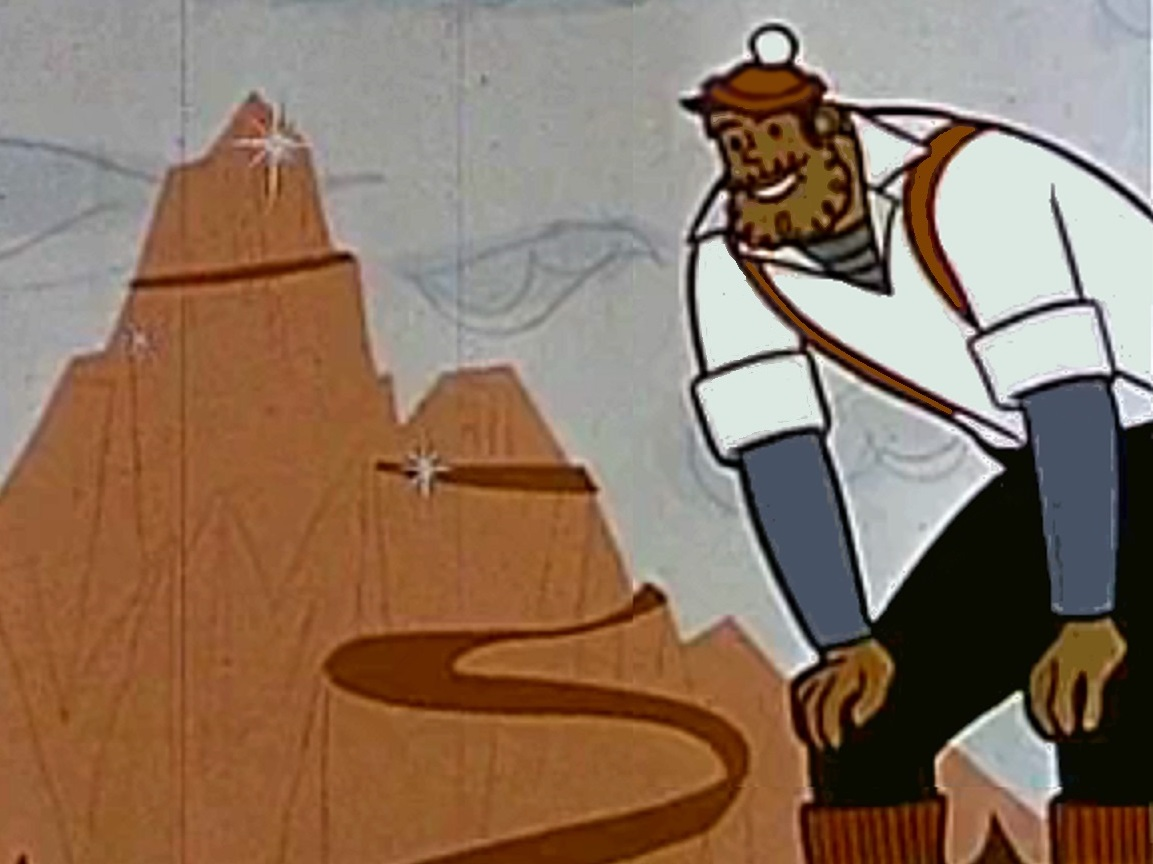
Кадр з мультфільму 1959 року «Пол Баньян». Мультик показує як Пол Баньян бере участь у Громадянській Війні, топить піратські судна і будує велику карамельну гору.

Пол Баньян став дуже популярним серед дитячої аудиторії після свого дебюту в друкованих виданнях. Зазвичай, дитячі видання орієнтувалися на образ, створений Вільямом Логхедом, і зрідка використовували деякі елементи усної традиції. Практично всі літературні адаптації збільшували зріст дроворуба до колосальних величин, і описують його життя від народження до дорослого віку.
Серед найбільш популярних і довгоживучих збірок оповідань можна назвати «Пол Баньян» Джеймса Стівенса, «Пол Баньян розмахує своєю сокирою» Делла Маккорміка, «Пол Баньян»  Естер Шепард, «Пол Баньян і його Великий Синій Бик» Воллеса Водсворта і «Дивовижні пригоди Пола Баньяна» Вільяма Логхеда.
 Легенди Пола Баньяна (1947)  були першою книгою, написаною професійним казкарем Гарольдом Фелтоном.
У 1958 році Студія Волта Діснея випустила короткометражний анімаційний мюзикл «Пол Баньян», який був номінований на Оскар за найкращий короткометражний мультфільм.

## В культурі і мистецтві
- Оперетта Бенджаміна Бріттена, за лібретто Вістена Г'ю Одена 1941 року.

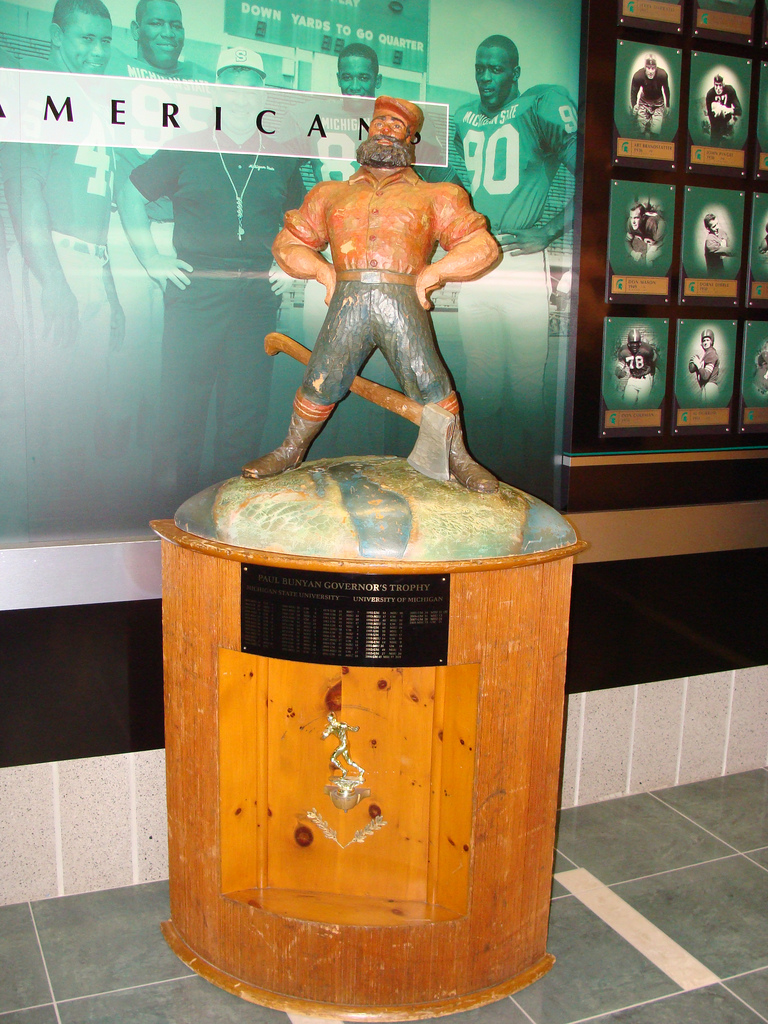
Приз Пола Баньяна в Університеті штату Мічиган в 2009

- Пол Баньян є темою одного з розділів роману «1919» (1931) Джона Доса Пассоса.
- Велетенська статуя Пола Баньяна в центрі вигаданого містечка Деррі неодноразово згадується в романі Стівена Кінґа «Воно» (1986), де постає одним з утілень містичного монстра Воно. Судячи з опису статуї в романі, прототипом для неї був пам'ятник П. Баньянові в Банґорі, де мешкає С. Кінґ[13].
- Один з персонажів фільму 1998 року «Легенди дикого заходу».
- Пісня групи Maddox Brothers and Rose «Paul Bunyan Love» в 1950-х.
- Прийом у реслінгу.
- Одне з досягнень у грі Civilization V, яке дається за вирубку 1000 лісів.
- У 10-му випуску комікса «Месники» Іммортус призиває Пола Баньяна.
- Кожні два роки Університет штату Мічиган і Мічиганський університет проводять футбольний матч, кубком в якому є «Приз Пола Баньяна»
- Пол Баньян є антагоністом у фільмі жахів 2013 року «Баньян».
- Меморіальний парк Пола Баньяна у місті Келлігер, в якому є могила Пола Баньяна. Багато інших містечок також стверджують, що є батьківщиною Пола Баньяна.

## Приклади легенд
Багато історій розповідають про дитинство Пола, наприклад, він був такий великий, що знадобилося п'ятеро лелек, щоб принести його, з народження він вмів розмовляти, викликав землетруси, перевертаючись у колисці, гострив сокиру об свої зуби, коли вони почали прорізатись, тощо.
У багатьох історіях з Полем подорожує його супутник, синій бичок Бейб («Малюк»).
Більшість історій про дорослого Баньяна також фокусуються на його надприродних розмірах. Наприклад, в одній з них розповідається, що Великий каньйон Колорадо утворився коли Пол Баньян йшов, тягнучи свою сокиру за собою.